# Поремба-Радльна
Поремба-Радльна (пол. Poręba Radlna) — село в Польщі, у гміні Тарнів Тарновського повіту Малопольського воєводства.
Населення — 756 осіб (2011).
У 1975-1998 роках село належало до Тарновського воєводства.

## Демографія
Демографічна структура станом на 31 березня 2011 року:
|          | Загалом | Допрацездатний вік | Працездатний вік | Постпрацездатний вік |
| -------- | ------- | ------------------ | ---------------- | -------------------- |
| Чоловіки | 370     | 82                 | 251              | 37                   |
| Жінки    | 386     | 89                 | 228              | 69                   |
| Разом    | 756     | 171                | 479              | 106                  |